# Барри, Чантел
Чантел Барри (англ. Chantelle Barry) — австралийская певица, автор-исполнитель и актриса из Перта, наиболее известна как участница оригинального состава гёрл-группы Bardot. Покинула её спустя неделю после её образования перед выступлением на австралийской версии телешоу Popstars.

## Карьера
Согласно слухам из прессы, Барри была поймана на краже вещей товарищей из группы, с которыми какое-то время сожительствовала. После этого инцидента она покинула группу. Барри не проявляла активность вплоть до 2006 года, когда она появилась в передаче «Где они сейчас?». Там она заявила, что деньги Софи Монк она не украла, а забыла вовремя вернуть. Её место в группе заняла Тиффани Вуд.
В последующие годы, уехав из Австралии, Барри снялась в эпизодических ролях в независимом кино и различных сериалах («Водяные крысы», «Главный госпиталь» и «Красавцы»). Чантел заняла третье место на конкурсе «Song of the Year» и достигла четверть-финала в онлайн-соревновании Music Nation. Также снялась в двух фотосессиях для журнала FHM.
В настоящее время играет эпизодическую роль Нины, главной подруги Наоми Кларк в телесериале «90210». В августе 2009 года выпустила свой дебютный сольный альбом Simple Things, который доступен в США. Также она появилась в фильме «Дом, который построил Джек».